# Thimphu League
Thimphu Premier League hay Pepsi Thimphu League (nhà tài trợ), là giải bóng đá khu vực thủ đô Thimphu, Bhutan trước đây gọi là Bhutan A-Division cho tới năm 2012. Các đội có sự lên hạng mỗi mùa (để giành quyền tham dự National League), mặc dù nó hoạt động như một giải cho các câu lạc bộ xung quanh Thimphu.
Bhutan National League là giải đấu lớn nhất Bhutan để các câu lạc bộ dành quyền tham dự cúp AFC gồm các câu lạc bộ khắp cả nước nhưng chỉ có 6 đội tham dự, không có sự xuống và lên hạng mỗi mùa.

## Câu lạc bộ 2017
- Bhutan U-19s
- Druk Pol
- Druk Star
- Druk United
- High Quality United
- Terton
- Thimphu
- Thimphu City
- Transport United

## Các nhà vô địch
| Mùa giải  | Đội vô địch       | Về nhì           | Về ba             |
| --------- | ----------------- | ---------------- | ----------------- |
| 2017      | Thimphu City      | Transport        | Thimphu           |
| 2016      | Thimphu City      | Thimphu          | Druk United       |
| 2015      | Terton            | Thimphu          | Thimphu City      |
| 2014      | Druk United       | Thimphu City     | Druk Pol          |
| 2013      | Yeedzin           | Thimphu City     | Dzongree          |
| 2012      | Druk Pol          | Zimdra           | Dzongree          |
| 2011      | Yeedzin           | Zimdra           | Druk Pol          |
| 2010      | Yeedzin           | Druk Pol         | Transport United  |
| 2009      | Druk Star         | Yeedzin          | Druk Pol          |
| 2008      | Yeedzin           | Transport United | Royal Bhutan Army |
| 2007      | Transport United  | Druk Pol         | Druk Star         |
| 2006      | Transport United  | không biết       | Royal Bhutan Army |
| 2005      | Transport United  | Druk Pol         | Yeedzin           |
| 2004      | Transport United  | không biết       |                   |
| 2003      | Druk Pol          | Dzongree         | Transport United  |
| 2002      | Druk Pol          | không biết       | không biết        |
| 2001      | Druk Star         | Samtse           | Thimpu            |
| 2000      | Druk Pol          | không biết       | không biết        |
| 1999      | Druk Pol          | không biết       | không biết        |
| 1998      | Druk Pol          | không biết       | không biết        |
| 1997      | Druk Pol          | không biết       | không biết        |
| 1996      | Druk Pol          | không biết       | không biết        |
| 1987–1995 | không biết        | không biết       | không biết        |
| 1986      | Royal Bhutan Army | Social Service   | Finance           |

### Bảng xếp hạng của mùa giải
A-Division 2017(4/2/2017 đến 8/7/2017).
Ở đây các đội bóng giành quyền tham dự National League.Ba đội đầu có quyền tham dự National league,ba đội xếp cuối sẽ đá playoffs quyết định quyền xuống hạng.
| VT | Đội                 | Tr | T  | H | B  | BT | BB | HS  | Đ  | Lọt vào hoặc xuống hạng     |
| -- | ------------------- | -- | -- | - | -- | -- | -- | --- | -- | --------------------------- |
| 1  | Thimphu City        | 14 | 13 | 1 | 0  | 70 | 10 | +60 | 40 | 2017 Bhutan National League |
| 2  | Transport United    | 14 | 10 | 2 | 2  | 43 | 12 | +31 | 32 | 2017 Bhutan National League |
| 3  | Thimphu             | 14 | 8  | 2 | 4  | 38 | 22 | +16 | 26 | 2017 Bhutan National League |
| 4  | Druk Star           | 14 | 7  | 1 | 6  | 32 | 34 | −2  | 22 |                             |
| 5  | High Quality United | 14 | 6  | 1 | 7  | 37 | 36 | +1  | 19 |                             |
| 6  | Bhutan U19          | 14 | 3  | 3 | 8  | 28 | 28 | 0   | 12 |                             |
| 7  | Druk United         | 14 | 3  | 2 | 9  | 21 | 44 | −23 | 11 | Playoffs xuống hạng         |
| 8  | Terton              | 14 | 0  | 0 | 14 | 13 | 96 | −83 | 0  | Playoffs xuống hạng         |
| 9  | Druk Pol            | 0  | 0  | 0 | 0  | 0  | 0  | 0   | 0  | Playoffs xuống hạng         |

Cập nhật đến 8/8/2017
Nguồn: 
Quy tắc xếp hạng: 1. Điểm; 2. Hiệu số bàn thắng; 3. Số bàn thắng.
(VĐ) = Vô địch; (XH) = Xuống hạng; (LH) = Lên hạng; (O) = Thắng trận Play-off; (A) = Lọt vào vòng sau. 
Chỉ được áp dụng khi mùa giải chưa kết thúc: 
(Q) = Lọt vào vòng đấu cụ thể của giải đấu đã nêu; (TQ) = Giành vé dự giải đấu, nhưng chưa tới vòng đấu đã nêu.

## National league
Các đội ở đây thi đấu để giành quyền tham dự cúp AFC

### Bảng xếp hạng 2017
| VT | Đội                  | ST | T | H | B  | BT | BB | HS  | Đ  | Giành quyền tham dự    |
| -- | -------------------- | -- | - | - | -- | -- | -- | --- | -- | ---------------------- |
| 1  | Transport United (C) | 10 | 9 | 1 | 0  | 37 | 11 | +26 | 28 | 2018 vòng bảng cúp AFC |
| 2  | Thimphu City         | 10 | 7 | 2 | 1  | 48 | 12 | +36 | 23 |                        |
| 3  | Ugyen Academy        | 10 | 5 | 1 | 4  | 32 | 10 | +22 | 16 |                        |
| 4  | Thimphu              | 10 | 4 | 1 | 5  | 25 | 18 | +7  | 13 |                        |
| 5  | Paro United          | 10 | 2 | 1 | 7  | 29 | 36 | −7  | 7  |                        |
| 6  | Phuentsholing City   | 10 | 0 | 0 | 10 | 7  | 91 | −84 | 0  |                        |